# Функции языка (Якобсон)
Функции языка — лингвистическая модель речевой коммуникации, разработанная лингвистом и литературоведом Романом Осиповичем Якобсоном. Изложена в статье «Лингвистика и поэтика» (1960).

## Предпосылки
До XX века была общепринята единая модель коммуникации, разработанная Аристотелем «оратор — речь — аудитория», которая утратила свою актуальность с повсеместным развитием средств массовых коммуникаций.
Немецкий учёный К.Бюлер, который разработал «Модель Органона» (др.-греч. Ὄργανον — инструмент, метод), выделив в ней 3 функции языка. Якобсон модифицировал схему Бюлера. Перед ним стояла задача определить место поэтики в лингвистической структуре языка. В рамках последовательного изучения поэтической функции коммуникации, Якобсон разрабатывает свою модель речевого события: «Язык следует изучать во всем разнообразии его функции. Прежде чем перейти к рассмотрению поэтической функции языка, мы должны определить её место среди других его функций. Чтобы описать эти функции, следует указать, из каких основных компонентов состоит любое речевое событие, любой акт речевого общения».

## Описание
Свою модель Р. Якобсон описывает следующим образом:
Адресант посылает сообщение адресату. Для того, чтобы сообщение могло беспрепятственно выполнять возложенные на него функции, необходимо соблюдение таких факторов, как:
- Адресант (addresser) — Субъект, отправляющий сообщение;
- Адресат (addressee) — Субъект, получающий сообщение;
- Сообщение — Информация, отправляемая адресату;
- Контекст (context), о котором идёт речь. Адресат должен однозначно воспринять этот контекст. Контекст должен либо изначально быть вербальным, либо допускать вербализацию;
- Код (code). Код должен быть понятен и адресанту и адресату, поэтому должен быть абсолютно общим или хотя бы частично общим для кодирующего и декодирующего;
- Контакт (contact) — канал физической связи или же наличие психологической связи между адресантом и адресатом. Контакт обуславливает возможность установления и поддержания коммуникации между сторонами.

Каждому из шести указанных факторов соответствует отдельная функция языка. Под «функцией языка» подразумевается установка или назначение самого сообщения по отношению к другим факторам речевого общения. Как правило, сообщение выполняет сразу несколько функций, при этом словесная структура сообщения зависит прежде всего от преобладающей функции.

## Функции в модели Якобсона
Якобсон выделяет следующие функции в коммуникативном акте:
1. Эмотивная (экспрессивная) функция — функция, сконцентрированная на адресанте, цель которой — прямое выражение отношения говорящего к тому, о чём он говорит. Согласно Якобсону, «она связана со стремлением произвести впечатление определенных эмоций у реципиента». Эмотивный слой языка представлен в основном междометиями, которые придают определённую тональность всем высказываниям. Якобсон приводит пример из театральной практики Станиславского. Режиссёр на прослушиваниях во МХАТ ставил задание составить из слов «сегодня вечером» 40 различных высказываний, меняя лишь их экспрессивную окраску. Аудитории при этом предполагалось раскрыть контекст ситуации, исходя лишь из интонационной окраски этих слов.
2. Конативная функция (функция усвоения) — функция, ориентированная на адресата. Может быть выражена либо повелительным наклонением либо звательной формой. Выражается в звательной форме и повелительном наклонении. Не подчиняется правилам повествовательных предложений, не может быть выражено сомнений относительно сообщения.
3. Референтивная (коммуникативная) функция — функция, соотносимая с предметом, о котором идёт речь. Эта функция завязана с отношением сообщения к референту или контексту.
4. Фатическая функция — функция, с помощью которой устанавливается необходимость продолжения или прерывания коммуникации, то есть проверка работы канала, наличие установленной связи с реципиентом. Осуществляется эта проверка посредством обмена риторическими формулировками, единственная функция которых — поддержание коммуникации.
5. Метаязыковая функция (функция толкования) — функция, устанавливающая значения высказывания с помощью определения единообразия кода.
6. Поэтическая функция языка — функция, которая обозначает направленность внимания на сообщение ради самого сообщения, а не ради других компонентов коммуникации. Р. Якобсон считает эту функцию наиболее важной в произведении искусства.

Элементы коммуникационной модели находятся в различных видах связей и отношений с функциями языка. Так, экспрессивная функция напрямую связана с коммуникатором и выражает его отношение к исходящему сообщению. Метаязыковая функция связана с кодом, с помощью которого можно определить значение слова через описание содержания этого слова. Коммуникативная функция ориентируется на контекст и может быть реализована посредством прямого обращения к объекту, о котором сообщается. Конативная функция выражает непосредственное воздействие на сторону, принимающую сообщение, посредством, к примеру, использования повелительного наклонения. Фатическая функция же реализует цели поддержания контакта, не обращая особого внимания на содержание. Поэтическая (риторическая) функция в большей степени ориентируется на форму, чем на содержание.

## Применение
Модель Якобсона в различных её вариациях успешно применяется в лингвистике как для анализа функций языка в целом, так и для анализа функционирования отдельных единиц языка, производства речи и текста. Эта модель телеологична, то есть разъясняет предназначение, функции языка. Современная социолингвистика, теория коммуникации и социология коммуникации также заимствовали модель Р. Якобсона для описания коммуникативных процессов. Модель примечательна тем, что может учитывать не только сам язык, но и пользователя языка, и активно включённого наблюдателя.

## Критика
Ю. М. Лотман оспаривал модель Р. Якобсона, указывая на то, что коды двух людей не могут быть абсолютно идентичны, при этом язык не может быть рассмотрен отдельно, его следует рассматривать как код с присущей ему историей. Согласно Ю. Лотману при полном совпадении кодов, то есть взаимно однозначном соответствии сказанного и воспринятого, потребность в коммуникации исчезла бы, а процесс коммуникации превратился бы в передачу команд.
В своей статье «Реквием по масс-медиа» Жан Бодрийяр соглашается с приведённой Якобсоном моделью речевого сообщения и называет его теорию объективной и научной, но, в то же время пишет, что она «довольствуется формализацией эмпирических данных, абстрагированием от очевидного и от переживаемой реальности, то есть от идеологических категорий, используемых для объяснения определённого типа социальной связи — того, в котором один говорит, а другой — нет, в котором один имеет право на выбор кода, другой же — свободен единственно подчиниться ему или уклониться».